# Kutiah Lungma
Kutiah Lungma est un glacier de 12 kilomètres de long et 3 kilomètres de large, situé dans la chaîne de montagnes du Karakoram dans la vallée du Stak (ou Staq) du district de Skardu, au sein du territoire du Gilgit-Baltistan, au Pakistan.

## Géographie et accès
Le glacier est situé au nord du Nanga Parbat, le neuvième sommet le plus haut du monde, à environ 20 kilomètres de la rive nord de l'Indus. Il peut être atteint de juin à septembre à partir des villes de Skardu ou de Gilgit : il est en effet à environ 10 kilomètres de la route qui relie ces villes. De cette route, à l'endroit de la confluence de l'Indus et du torrent de la vallée du Stak, part une route non goudronnée qui mène au camp de base des glaciers. 

## Évolution

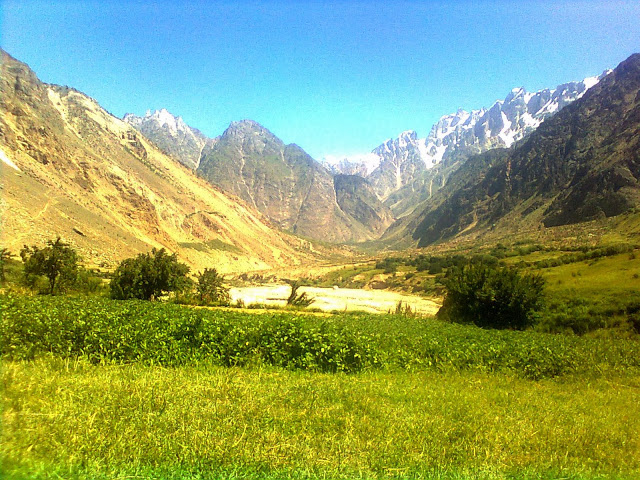
La vallée de Stak.

En 1955, le glacier a avancé d'environ 12,8 kilomètres en 91 jours, descendant vers une région peuplée. Le glacier avançait à un rythme de plus de 1,5 kilomètre par mois, ou 4 à 5 mètres par heure, dévorant des hectares de pâturages. Les anciens racontent encore l'histoire de cette avancée du glacier. Selon eux, le glacier avançait de manière remarquable, croissant d'abord verticalement puis chutant brusquement. En quelques mois, le glacier atteignit le premier hameau ; les gens craignirent que toute la vallée du Stak ne soit dévorée par le glacier, s'il ne se retirait pas.
Les gens racontent également, avec leurs croyances, que les glaciers ont un genre et que le glacier Kutiah Lungma était féminin : il avançait pour rencontrer son homologue masculin, à savoir le glacier dans la vallée de Ganji, de l'autre côté de l'Indus. Les anciens disaient qu'ils avaient apporté des morceaux de glace de l'autre glacier, qu'ils pensaient être mâle et avaient laissé tomber ces morceaux de glace sur le glacier Kutiah Lungma. Des rituels ont donc été organisés et les dieux ont été priés afin de protéger les habitants du glacier qui avançait. Au cours des deux ou trois ans qui suivirent, le glacier recula d'environ 4 à 5 kilomètres.
Aujourd'hui, le glacier s'arrête à 4 à 5 kilomètres en amont de Tookla, le dernier village de la vallée du Stak.

## Légende
Le glacier de Kutiah Lungma a une longue histoire, et une légende s'y rapporte.
La vallée du Stak était le siège de la subdivision Roundu, à une époque où il n'y avait pas de réseau routier et où la vallée était fertile, la plus grande vallée de la région. Il y avait un roi nommé Rong Lonchay qui avait six filles. La plus jeune était Apino. Le roi avait distribué ses richesses et ses biens entre les filles avant sa mort. Comme Apino était la plus jeune et la plus aimée, il lui avait donné la vallée la plus grande et la plus fertile, celle du Stak. Elle vécut dans la vallée du Stak et, en vieillissant, perdit la vue. Un jour, un habitant de la vallée se conduisit mal avec elle, en lui présentant un gâteau détrempé en lui disant que c'était un gâteau sec. Offensée, elle maudit les habitants, priant le dieu de disparaître de la vallée et y envoyant calamités et adversités. Elle quitta la vallée et le glacier commença à se développer vers le bas, vers les zones habitées. On dit que la zone actuellement couverte par le glacier était autrefois une zone fertile et entièrement habitée. Aujourd'hui, toute la région est couverte par le glacier et il n'y a rien d'autre qu'une immense réserve de glace et de roches.